# 6179 Бретт
6179 Бретт (6179 Brett) — астероїд головного поясу, відкритий 3 березня 1986 року.
Тіссеранів параметр щодо Юпітера — 3,368.